# Мартьянов, Пётр Кузьмич
Мартьянов Пётр Кузьмич (13 (25) апреля 1825 / 13 (25) апреля 1827 / 13 (25) апреля 1829, Москва – 19 (31) июля 1899, C.-Петербург) – военный деятель, поэт, прозаик, публицист, фельетонист, мемуарист, переводчик и общественный деятель.

## Биография
Из мещан Московской губернии. По другим сведениям, из купеческой семьи. Православный. Рано оставшись сиротой, с 1831 воспитывался в семье крестного отца, надворного советника В. М. Глазова, известного в Москве стряпчего и владельца трактира, посещаемого знаменитыми людьми. В возрасте десяти лет передан на попечение двум другим знакомым отца, московским купцам. Образование получил домашнее, под руководством репетиторов-студентов Московского у-та. После неудачной попытки поступить в Московское коммерческое училище продолжал заниматься самообразованием. В послужном списке отмечено, что воспитывался в частном пансионе. Владел французским языком.

### Военная служба
По рекрутской повинности, принят в военную службу рекрутом (16.12.1849); определён рядовым в запасной батальон Нарвского Егерского полка  (6.03.1850); переведён в резервный батальон полка (3.01.1851);  поступил в действующие части полка (19.08.1851); произведён унтер-офицером (8.11.1852); фельдфебелем Нарвского пехотного полка (10.01.1857); прапорщиком (5.02.1864); утверждён и. д. дивизионного жалонёрного офицера 1-й пехотной дивизии (8.03.1864); отчислен во фронт (13.01.1865); на вакансию подпоручиком (3.02.1865).
Прикомандирован для занятий к Главному штабу  в Санкт-Петербурге (5.04.1866); переведён в Главный штаб, с зачислением по армейской пехоте (24.07.1866); назначен управляющим 2-м столом 1-го отделения Главного штаба (25.07.1866); назначен в число лиц, состоявших по армейской пехоте при Главном штабе (1.01.1867); за отличие по службе, пожалован поручиком (16.04.1867); назначен старшим помощником столоначальника (3.05.1867); исполнял обязанности столоначальника (2.08.1867–4.10.1867); назначен и. д. столоначальника с 6 (18) июня 1868. За отличие по службе, произведён штабс-капитаном (20.04.1869); капитаном (28.03.1871); майором (30.08.1874). В том чине утверждён в должности c 1 (13) января 1877; в той должности произведён в подполковники (1.01.1878).

C 26 июня (8 июля) 1879 назначен в Одессу помощником правителя канцелярии Временной комиссии для окончания дел и счетов бывшей Действующей армии, с оставлением по армейской пехоте. Провожая Мартьянова к новому месту службы, сослуживцы по Главному штабу отмечали на прощальном обеде, данном в его честь: 
«Мартьянов служил в штабе более тринадцати лет, в должности столоначальника и управлял отделением. Обладая многолетней опытностью и знанием дела, он приносил громадную пользу службе и был ценим за то начальством. Его труды по изданию на собственный счет «штатов русских войск, военных управлений и заведений» составляют капитальный вклад в военную литературу. Статьи его по военной администрации также известны и послужили в свое время к разъяснению многих вопросов. Независимо от служебных занятий, он посвящал свои силы и общественной деятельности. Будучи членом многих благотворительных учреждений, он был полезен им личным участием <…> В Славянском благотворительном комитете он сделал всё, что только может сделать честный человек, по отношению к безобразному хозяйничанью известной кружечной комиссии. Все эти действия оценены его товарищами, которые и выразили ему, на данном в его честь обеде, не только сочувствие, но и благодарность развитой части общества»
Прибыл в Одессу 17 (29) сентября 1879, прослужив там менее года. По сокращении штата комиссии, приказом по оной отчислен от занимаемой должности к прежнему месту службы в Главный штаб (1.06.1880). Высочайше велено от занимаемой должности помощника правителя канцелярии временной комиссии отчислить за штат, с оставлением по армейской пехоте и сохранением годового жалованья по чину, столовых и квартирных (30.08.1880); отчислен от занимаемой должности за штат, с оставлением по армейской пехоте (9.09.1880). Работа Мартьянова в одесской комиссии нашла отражение в фельетонах столичных газет о воровстве и казнокрадстве военных подрядчиков.
За отличие по службе, пожалован полковником, с оставлением по армейской пехоте (13.12.1880). Состоял по армейской пехоте и последующих назначений не имел. С 31 июля (12 августа) 1883 «по болезни» уволен с военной службы, с мундиром и пенсией полного высшего оклада. После отставки занимался литературной и общественной деятельностью.
Был холост. Умер в Санкт-Петербурге, после продолжительной и тяжелой болезни. Похоронен 21 июля (2 августа) 1899 на Волковом кладбище. После смерти, движимое имущество отставного полковника (мебель, посуда, платье и 1 489 томов сочинений П. К Мартьянова), оценённое всего в 499 руб. ассигнациями, продано с аукционного торга, состоявшегося 28 октября (9 ноября) 1899 в его квартире, по Невскому пр., в доме Томилина, № 172, кв. № 16.

### Походы
- Польское восстание 1863-1864. Кампания 1863 – с 3 марта по 22 декабря. Находился в составе частей Нарвского пехотного полка, квартировавшего с 1862 в Вильно, входивших с состав сводных отрядов, действовавших в Ковенской губ. Виленского военного округа.

### Награды
- Светло-бронзовая медаль «В память войны 1853-1856», на Андреевской ленте (1856);
- Светло-бронзовая медаль «За усмирение Польского мятежа. 1863-1864» (1865);
- Высочайше награжден единовременным пособием в размере 900 руб. ассигнациями (26.12.1876; 29.03.1880).

## Творчество
Литературную деятельность начал в конце 1850-х, в середине 1860-х стал печататься в журналах «Военный сборник», «Солдатская беседа», «Чтение для солдат», «Народная беседа». Был известен сочинениями о военном быте солдат и низших офицерских чинов, военном образовании. Со времени перевода на службу в Санкт-Петербург входил в кружок литераторов, близких к редакции либерал-революционного ж-ла «Искра» (1865-1868). В 1870-х–1880-х издавал сборники военных узаконений по роду службы. Автор многочисленных статей по военным и общественным вопросам, критических статей, бытовых и исторических заметок, этнографии и статистики, анекдотов, фельетонов, воспоминаний, переводов и т. п. Публиковался в журналах «Всемирный труд» (1869-1871), «Нива» (1874), «Древняя и Новая Россия» (1875), «Вестник Европы» (1875), «Исторический вестник» (1880-1893),  «Родина» (1886), «Стрекоза» и «Осколки» (1880-1890-е), «Дневник актера» (1886), «Книжный вестник» (1887); в газетах «Суфлёр» (1880), «Здоровье» (1883-1884), «Петербургская газета» (1884), «Петербургский листок» (1884), «Эхо» (1884-1885), «Московские ведомости» (1884-1885), «Свет» (1889).
Писал под псевдонимами «Эзоп», «Кактус», «Бум-Бум», «Петя», «Крюк» и многими другими. Наиболее известен под псевдонимом «Поэт-солдат». В целом творчество Мартьянова  характеризуется как публицистика народничества.

Мартьянов в конце 1866 у надворного советника В. В. Дерикера приобрел права на издание, и с 1 января 1867 стал издателем-редактором журналов  «Солдатская беседа» и «Народная беседа», основанных и ранее издававшихся знаменитым А. Ф. Погосским. Однако, под редакцией Мартьянова вышло только несколько первых книжек и, в том же 1867-м журналы были прекращены.  Как издатель-редактор журналов «Солдатская беседа» и «Народная беседа», в библиографии, посвященной истории российской периодической литературы, Мартьянов не показан. В ноябре 1886 он приобрел права на издание с 1 января 1887 столичного иллюстрированного журнала «Нева» (1879-1887), бывшей газеты, выходившего, в тот год,  как иллюстрированный еженедельный орган литературы, искусства и общественной жизни, с приложением ежемесячного журнала романов и повестей «Читальня». Столичные газеты писали: 
«”Нева” в кавычках – журнал, многострадальный, многоиспытуемый, контуженный и сугубо мальтретированный. Журнал этот по испытаниям, возложенным на его долю, может напоминать стародревнего Иова <…> Во главе этого журнала поочередно фигурировал и немец-колбасник, учитель гимнастики, зубной врач, дама-акушерка, девица-массажистка и молодой человек, изобретший нового образца подтяжки. Влияние всех этих главарей, разумеется, отражалось и, в конце концов, журнал был приведен в такое состояние, что именем его пугали пьяных гостей Немецкого клуба. Но, наконец, настала эра просвещения <…> Журнал «Нева» приобретен «поэтом-солдатом» П. К. Мартьяновым, который, надо надеяться, энергично поставит его на литературную дорогу. От души желаем ему успеха!» 
Однако, под редакцией Мартьянова вышло только четыре номера за январь 1887, после чего выпуск журнала был прекращён. Как издатель-редактор журнала «Нева» в библиографии, посвященной истории российской периодической литературы, Мартьянов не указан.

### Военные издания
Находясь на службе в Главном штабе и в Одессе, П. К. Мартьянов своим иждивением издал ряд сборников военных узаконений, по военно-юридической части. До настоящего времени артибуция автора этих сборников, в частности, в фондах РГБ, необоснованно приписывается однофамильцу – артиллеристу Александру Александровичу Мартьянову, корреспонденту журнала «Военный сборник» в 1860-х.
- Мартьянов П. К. Указатель высочайших повелений и распоряжений Военного министерства, воспоследовавших в дополнение, изменение и отмену Свода штатов военно-сухопутного ведомства, (изданного 1 января 1870 г.) с 1 января 1870 г. по 1 марта 1872 г. / Сост. состоящим при Гл. Штабе кап. Мартьяновым. – СПб.: тип. М. Хана, 1872.
- Мартьянов П. К. Штаты русских регулярных действующих резервных войск, ополчения и войсковых управлений и учреждений со всеми воспоследовавшими к ним дополнениями по апрель 1878 года / Собраны, доп. и изд. состоящим при Гл. штабе подполк. Мартьяновым. – СПб.: тип. М. И. Попова, 1878.
- Мартьянов П. К. Штаты русских регулярных местных, запасных, учебных и дисциплинарных войск Военного Министерства, окружных, местных и военно-народных управлений и Корпуса жандармов со всеми воспоследовавшими к ним дополнениями по май 1880 г. / Собр., доп. и изд. подполк. Мартьяновым. - Одесса: тип. Штаба Одесск. воен. окр., 1880.

В других библиографических изданиях, начиная с XIX века, ему же приписывается изобретение, описанное в издании:
- Описание механического способа, с чертежом прибора, для поверки и исправления прицельных линий на ружьях и штуцерах, изобретенного П. Мартьяновым. – СПб.: тип. Н. Деноткина, 1859.

Автором указанное изобретения и его описания был другой однофамилец - помещик Лугского у., С.-Петербургской губ., Павел Петрович Мартьянов.

### Художественные издания
- Стихотворения поэта-солдата П. Мартьянова. – СПб.: тип. Деп. уделов, 1865; 2-е изд. под названием «Вешние всходы: Стихи, эскизы, наброски и песни» - СПб.: тип. М. Хана, 1872; 4-е изд. под названием «Песни сердца: Простые бесхитростные песни «поэта-солдата» — СПб.: тип. В. В. Комарова, 1890.
- Мартьянов П. К. Сочинения. Т. 1: Стихи, эскизы, кроки, наброски и песни. – СПб.: тип. д-ра М. А. Хана, 1880; 2-е изд. под названием «Современное русское общество: Кроки и эскизы: Эпиграммы на общественных и литературных деятелей» – СПб.: тип.-лит. Р. Голике, 1893.
- Рассказы, басни, стихи и каламбуры Эзопа (П.К. Мартьянова). – СПб.: А. Яковлев, 1886; 2-е изд. под названием «Лопари и самоеды столичных наших тундр: Эскизы и очерки» – СПб.: тип. В. В. Комарова, 1891.
- Умные речи, красные слова великих и не великих людей: Из старой записной книжки П. К. Мартьянова. - СПб.: тип. д-ра М. А. Хана, 1884; 2-е изд. - ч. 1-2, СПб., 1890.
- Песни жизни, слез и смеха / П.К. Мартьянов (Эзоп-Кактус). — 2-е изд. – СПб. Тип. А. Мучника, 1891.
- Последние дни жизни М. Ю. Лермонтова. — [Б. м.]: [б. и.], 1892.
- Дела и люди века: Отрывки из старой записной книжки, статьи и заметки / Соч. П. К. Мартьянова. – СПб.: тип. Р. Р. Голике, Т. 1-2 – 1893; Т. 3 — 1896.
- Цвет нашей интеллигенции: Словарь-альбом русских деятелей XIX в. в силуэтах, кратких характеристиках, надписях к портретам и эпитафиях / Соч. П.К. Мартьянова (Эзопа-Кактуса). – СПб.: тип.-лит. Р. Голике, 1890; 2-е изд. – 1891; 3-е изд. – 1893.

### Коллективные сборники
Сочинения Мартьянова включены в следующие литературные сборники:
- Аврора. Сборник лучших стихотворений и юмористических куплетов [18]. Сост. под ред. Ф. М. Домбровского (Белорусса) [19]. – СПб.: тип. Гольберг, 1888.
- Русские поэты о Пушкине. Сборник стихотворений. Сост. В. Каллаш. – М., тип. Г. Лисснера и А. Гешеля, 1899.
- В мире смеха и шуток. Главная премия ж-ла «Стрекоза» 1900 г. – СПб., тип. М-ва путей сообщения, 1900. [20]

## Общественная деятельность
После перевода на службу в Санкт-Петербург, Мартьянов в течение многих лет занимался общественной и благотворительной деятельностью.
В 9 (21) февраля 1869 был избран действительным членом Славянского комитета в Санкт-Петербурге. Получил всероссийскую известность как член Ревизионной комиссии (5.12.1876–03.12.1878), занимавшейся проверкой дел Комиссии для сбора пожертвований при санкт-петербургском отделе Славянского к-та (Славянского благотворительного общества) во время Сербско-турецкой войны (1876). Составил и издал несколько брошюр по результатам проверки:
- Свод замечаний, представленных в Ревизионную комиссию Санкт-петербургского славянского благотворительного общества членом означенной комиссии по обревизованию им дел бывшей Комиссии для сбора пожертвований. – СПб.: Военная тип., 1877.
- Особое мнение члена Ревизионной комиссии по делам Комиссии для сбора пожертвований бывшего Санкт-Петербургского отделения Славянского комитета. – СПб.: тип. И. Ерофеева, 1877.
- Записка члена Ревизионной комиссии Славянского благотворительного общества П. К. Мартьянова по вопросу объяснений членов бывшей Комиссии по сбору пожертвований на ревизионный доклад. – СПб.: тип. А. А. Краевского, 1878.

Материалы проверки передал для публикации столичным газетам. Отчет о ревизии положил начало грандиозному скандалу и общественному порицанию деятельности членов Комиссии по сбору пожертвований, обвиненных в отсутствии контроля, расхищении и нецелевом использовании собранных пожертвований. Само Славянское благотворительное о-во получило метку «акционерного». Среди членов комиссии были В. И. Аристов, М. Г. Черняев, М. П. Розенгейм, А. А. Краевский и др. известные лица. За предание гласности отчета, в собрании общества от 13 ноября 1877, членами совета Славянского комитета предложен к исключению из общества и преданию уголовному судопроизводству за превышение полномочий. В мае 1879 формальным решением общего собрания Славянского комитета исключен из членов общества. Однако, на фоне выдвинутых против него обвинений, Мартьянов фактически ещё год назад сам покинул Славянское благотворительное о-во, не став вносить членский годовой взнос и перестав посещать заседания комитета.

Столичные газеты в жанре едкой сатиры писали: 
«Опять ходили в славянское благотворительное Общество, и опять не пустили <…> Подъехали члены ревизионной комиссии. Все они были бледны <…> Остановили Петра Кузьмича Мартьянова. – Читали, говорим, мы ваш отчет по ревизии. Боже, какую массу злоупотреблений вы открыли… Как вы думаете, что с вами за это сделают? Развел руками. – Еще ничего, говорит, неизвестно. – А страшно идти на собрание? – Ужасно страшно… попробуйте руки. Мы взяли его за руки, – они были холодны, как лед. – И зачем вы, говорим, это сделали? – Бес попутал… Видно, Господь за грехи наказывает. – Не подумали, говорим, не подумали. Он вздохнул. – Неужели вас в Сибирь сошлют? – В Сибирь, не в Сибирь, а все каких-нибудь неприятностей наделают… Мне говорили, что меня хотят предложить к исключению из членов? – А других? – Не знаю… вероятно, ограничатся строгим выговором. Мы пожали ему руку на прощанье. Мичман Иванов 1562 перекрестил его. Он шёл по лестнице спотыкаясь. Мы смотрели ему вслед: – Бедный, говорили собравшиеся у подъезда… – Что ж он сделал? Спрашивали другие. – Да как же, ревизию произвел и «усушку и утечку» в славянских кружках открыл. Все его очень сожалели и все решительно заявляли: – Несдобровать ему! Один так даже напугал нас своим предположением. – А как бы его… не того!?... Ведь, время-то военное… Раз-два-три! Пиф-паф, вот тебе и ревизор!! Бревнов слушал, слушал и, наконец, заявил нам: – Дураки вы все, говорит, и бить вас надо! Человек пользу оказал… правду высказал, а они… Тьфу! – Да кто нынче правду-то любит? спрашивали у подъезда. Две старухи справились, даже, об имени, чтобы в случае… в поминанье записать…»
«Кружечное» дело возвело Мартьянова в стан бесстрашных борцов с коррупцией: «Мартьянов Пётр Кузьмич, «Поэт-солдат» и гроза и бич «кружечников» «славянского акционерного Общества». Будучи членом ревизионной комиссии, составил «отдельное мнение». Муза пришлась ему не ко двору, но богиня Беллона сильно помогает ему в войне с «кружечниками» и «отдельное мнение» его превратила в страшную голову Медузы, приводящую в трепет даже самого бесстрашного славянина В. И. Аристова».
С начала 1870-х Мартьянов показан членом-распорядителем санкт-петербургского Клуба художников (Санкт-Петербургское собрание художников). С 30 января (11 февраля) 1878 избран членом комитета Санкт-Петербургского собрания художников.
Являясь членом-распорядителем Санкт-Петербургского общества дешёвых квартир, Мартьянов участвовал в постройке первого дома для этого общества и заведовал его школой и мастерской (1877–1879). По инициативе и под непосредственным его руководством, в мае 1876 Санкт-Петербургское общество для пособия бедным женщинам учредило Охтинско-Петербургский кружок, содержавший «Убежище для престарелых женщин и вдов павших воинов, на Охте» (Охтенское убежище), открывшееся 22 января (3 февраля) 1877. Оно располагалось в новом деревянном 2-х этажном собственном доме П. К. Мартьянова, на Малой Охте, по Оградской улице (ныне – ул. Помяловского), под №№ 683 и 684, против церкви Марии Магдалины на Малой Охте. Здесь же жил и сам П. К. Мартьянов. В доме было 26 комнат и 4 кухни, где свободно могли разместиться более 50 человек. Приняв дом Общества дешёвых квартир в своё ведение (1877–1879), с 22 января (3 февраля) 1877 по 1 (13) сентября 1879 Мартьянов состоял директором и казначеем кружка и его Убежища. В первую годовщину Убежища (22.01.1879) «в нижнем этаже занято старушками 14 комнат, а в верхнем 4; остальные же 6 предназначены для помещения вдов воинов, павших в настоящую войну. Старушки помещаются в них, смотря по удобству, по одной или по две, и только в одной комнате живут четыре старушки. Кроме помещения, им дается отопление, освещение, мебель и прислуга, а некоторым и стол». Отмечая первую годовщину деятельности Убежища, Мартьянов предложил при нём построить часовню во имя иконы Иверской Божией Матери, на что пожертвовал первые 1000 руб. В его личном архивном фонде храниться докладная записка о проекте постройки часовни.
Будучи членом Литературного фонда, в том же собственном доме, на Малой Охте, с 1 (13) сентября 1879 Мартьянов основал первый приют для призрения нуждающихся литераторов, ученых и их семейств, предоставив бесплатно в распоряжение Литературного фонда квартиру из «пяти комнат с передней и кухней», с отоплением и прислугой. В случае нехватки комнат для нуждающихся семейств, Мартьянов распорядился передать в распоряжение Литературного фонда «весь верхний этаж дома». К осени 1879 в нижнем этаже дома Мартьянова располагались бесплатные комнаты «Убежища для престарелых женщин и вдов павших воинов» (Охтенского убежища) при Обществе для пособия бедным женщинам, а в верхнем этаже – комнаты, преданные в распоряжение Литературного фонда. Уезжая на службу в Одессу, он передал завыдование своим «домом бесплатных помещений для нуждающихся» известному журналисту и литератору А. А. Соколову. С 15 (27) августа 1880 Охтинско-Петербургский кружок, содержавший «Охтенское убежище», съехал из его дома, просуществовав ещё до мая 1891. В личном фонде Мартьянова хранятся счета и ведомости на расходы по содержанию «Охтенского убежища» и «Мартьяновской богадельни» (1859-1879).
Начинание Мартьянова нашло последователей. 27 ноября 1883 на Каменноостровском проспекте открылся «Дом бесплатных помещений для вдов с сиротами и престарелых женщин»  купца Егора Александровича Александрова, совладельца увеселительного сада и театра «Аркадия». Столичная общественность ставила Мартьянова и Александрова в пример другим с.-петербургским домовладельцам, предлагая им поддержать начатое Мартьяновым дело предоставления дешевых квартир нуждающимся.
Возвратившись из Одессы, с начала 1880-х Мартьянов состоял деятельным членом Санкт-Петербургского городского кредитного общества. Неоднократно критиковал деятельность правления общества. Баллотировался в члены наблюдательного комитета общества, однако, избран не был. В ноябре того же 1884 г., по неплатежу капитального долга, недоимок по кредитному обществу и по Санкт-Петербургской городской управе, собственный дом П. К. Мартьянова, состоящий в Рождественской части, 3-го участка, по Кавалергардской улице, под № 14, оцененный в 12 060 руб., на основании §70 устава кредитного общества, продан с публичного торга. По воспоминаниям современников, давших ему прозвище «маклера», в 1880-х Мартьянов много занимался земельно-имущественными сделками. Он был членом Комиссии по оценке недвижимого имущества в Санкт-Петербургском уезде. В его фонде находятся планы и документы о покупке и продаже участков земли, строительстве и содержании домов и дач в Санкт-Петербурге, Озерках и Шувалове, сдаче их в аренду; оценочные ведомости имения Лахта, имущества в Санкт-Петербургской губернии; векселя и расписки разных лиц в получении денег от Мартьянова. Кроме частной застройки, в его фонде находятся документы о строительстве казённых сооружений: стрельбищ на Семеновском плацу и лагерных сооружений для Императорского конвоя в Красном Селе (1881).
Тогда же, в начале 1880-х, Мартьянов становится акционером Второго российского страхового от огня общества. В марте 1882 возглавил коллективный протест группы акционеров против деятельности правления общества, являвшейся, по его мнению, причиной больших убытков общества и нарушений прав акционеров, в том числе женщин. По-видимому, интересовался международной торговлей: в его фонде находится проект устава «Франко-русского торгового союза».